# Desviació mitjana
La desviació mitjana  és la mitjana aritmètica dels valors absoluts de les diferències dels valors d'una variable i la seva mitjana.
{\displaystyle D_{m}={\frac {1}{N}}\sum _{i=1}^{n}\left|x_{i}-{\overline {x}}\right|}
Aquest valor estadístic no és de gaire utilitat en estadística, ja que no és fàcil manipular aquesta funció en no ser derivable.
Sent més formals, la desviació mitjana s'hauria d'anomenar desviació absoluta respecte a la mitjana, per evitar confusions amb una altra mesura de dispersió, la desviació absoluta respecte a la mitjana, {\displaystyle DM}, la fórmula és la mateixa, substituint la mitjana aritmètica {\displaystyle {\overline {x}}} per la mitjana {\displaystyle M}. Però tal precisió no és rellevant, perquè la desviació absoluta respecte a la mitjana és d'ús encara menys freqüent.
La desviació absoluta respecte a la mitjana, {\displaystyle D_{m}}, la desviació absoluta respecte a la mediana, {\displaystyle DM}, i la desviació típica, {\displaystyle \sigma }, d'un mateix conjunt de valors verifiquen la desigualtat:
{\displaystyle D_{M}\leq D_{m}\leq \sigma }
Sempre passa que
{\displaystyle 0\leq D_{m}\leq {\frac {1}{2}}Rang}
on el Rang és igual a
{\displaystyle Rang={\text{valor màxim}}-{\text{valor mínim}}}
{\displaystyle D_{m}=0} quan les dades són exactament iguals (i iguals a la mitjana aritmètica)
{\displaystyle D_{m}={\frac {1}{2}}Rang} just només hi ha dos valors en les dades,: {\displaystyle a,b}, i hi ha exactament la meitat de dades igual a: {\displaystyle a} i: {\displaystyle b}.